# Лесная Поляна (Удмуртия)
Лесная Поляна — деревня в Можгинском районе Удмуртии (Россия), входит в Можгинское сельское поселение.

## География
Находится в 6 км к югу от Можги. На 2021 год в Лесной Поляне числится 6 улиц.

## История
11 ноября 1968 года вновь возникшему населённому пункту Можгинского плодопитомнического совхоза было присвоено наименование Лесная Поляна. В соответствии с Постановлением Государственного Совета Удмуртской Республики от 26.10.2004 года № 308-III «О преобразовании отдельных населённых пунктов Удмуртской Республики» на основании решения Можгинского районного Совета депутатов от 09.06.2004 года № 14.12 посёлок Лесная Поляна Можгинского сельсовета преобразован в деревню Лесная Поляна Можгинского сельсовета.

## Население
| 2008 | 2010 | 2012 |
| ---- | ---- | ---- |
| 164  | →164 | ↘161 |

По данным всероссийской переписи населения 2002 года в деревне проживало 124 человека, из них русских 54 %, удмуртов 38 % (2002).